# Moyargo
Moyargo est une commune rurale située dans le département de Ziniaré de la province de l'Oubritenga dans la région Plateau-Central au Burkina Faso.

## Géographie
Moyargo se trouve à 5 km à l'est de Ziniaré, le chef-lieu du département, et de la route nationale 3.

## Santé et éducation
Le centre de soins le plus proche de Moyargo est le centre de santé et de promotion sociale (CSPS) de Ziniaré ainsi que son centre médical avec antenne chirurgicale (CMA).